# Francisco Campos Machado
Francisco Campos Machado (Guaymas, Sonora; 12 de agosto de 1972 ) Es un ex-lanzador de béisbol profesional mexicano, 15 veces seleccionado en el juego de estrellas de la Liga Mexicana. Jugó con los Piratas de Campeche durante más de 26 temporadas, de 1995-2019. Líder de ponches en cuarto lugar en Liderazgo en ponches con 2,181. Tuvo el apodo de "Pancho Ponches", en enero del 2002, en una serie final entre los Tomateros y Venados en el que poncha a 18 bateadores, y la gran cantidad de ponchados que dio a lo largo de su carrera. Terminó su carrera en la Liga Mexicana con un récord de 200-148, una efectividad de 3.35 y 2,181 ponches en 3,038.1 entradas lanzadas. Jugó en juegos Centroamericanos, Panamericanos, eliminatoria para Juegos Olímpicos, Clásico Mundial de Beisbol y Serie del Caribe.

## Grandes Ligas
Francisco Campos fue contratado por primera vez por los Astros de Houston en 1991 como receptor. Solo bateó .147 en 21 juegos. Perdió la temporada de 1992 por lesiones y la mayor parte de 1993. 
Fue fichado por los Cerveceros de Milwaukee . Reportando a los Indios de Indianápolis , tuvo un récord de 3-0, 2.05 en 4 apariciones, permitiendo un promedio de .180 y 14 K a 1 BB en 22 IP, pero no fue convocado.
Estuvo al sistema de los Medias Blancas de Chicago, donde tuvo marca de 2-3 con efectividad de 4.26 para los Caballeros de Charlotte.
Estuvo en los entrenamientos de primavera para los Mets de Nueva York pero estuvo inestable, por lo que no logró llegar a la carpa grande.

## Liga Mexicana
Jugó con los Piratas de Campeche en 1993 y bateó .148/. Después de batear pobremente en 19 juegos en 1994, se convirtió al lanzador. La petición la realizó su mánager Javier Martínez, porque Francisco no podía mantenerse en cuclillas consecuencia de una fractura en el tobillo y por lo cual se sometió a una cirugía.

Campos aprendió a tirar el tenedor por Hugo Lizárraga, perfeccionó sus lanzamientos con los consejos de Vicente Romo y Fernando Valenzuela lo instruyó en la forma de tirar el screwball.
"El lanzamiento con el que más me identifico es el tenedor, al que le doy gracias por mi carrera de ponches".
En 1995, Campos tuvo una efectividad de 1.93 en 5 salidas, luego se convirtió en un titular regular en el '96 y logró un récord de 10-3 y una efectividad de 2.49, octavo en la Liga. 
En 1997, el lanzador de 24 años tenía un récord de 9-10, 2,92. Mejoró a 13-6, 2.88 en 1998 y casi duplicó su total de ponches de 70 a 130. Fue décimo en la LMB en efectividad, empatado en quinto lugar en victorias y segundo detrás de Ravelo Manzanillo en ponches.
En el '99, Campos tuvo un mal año (6-11, 3.71) y estuvo 11-4, 3.10 en el 2000 con 172 K en 189 entradas. Fue tercero en la Liga en efectividad y segundo detrás de Manzanillo en ponches. Siguió con un año de 10-7, 3.19 con Campeche.
En 2003 tuvo marca de 6-4 con efectividad de 2.40 para Campeche.
En 2004, tuvo marca de 12-2 con efectividad de 1.47 y 99 K en 123 IP en la temporada de la LMB para llevarse la Triple Corona de lanzadores allí también, el primer ganador de este tipo en 48 años desde que Francisco Ramírez lo había hecho. La efectividad de Campos fue 1.22 menor que la del subcampeón Osvaldo Fernández, ponchó 19 más que Leonardo González y José Silva lo empató en el liderato de victorias. Llevó a Campeche al banderín ese año.
En su año 14 con los Piratas, fue enviado a los Sultanes de Monterrey, donde tuvo marca de 5-0 con efectividad de 3.00 para el mejor equipo de la Liga, aunque cayeron en la final. 
Solo otros 14 lanzadores en la LMB han alcanzado el mismo hito. Asimismo, es séptimo histórico en porcentaje de victorias con casi un 60 por ciento y décimo en ponches con cerca de 1000 chocolates propinados.
Luego de su retiro, el 4 de octubre del 2019, Campos fue nombrado entrenador de los Piratas de Campeche para la temporada 2020.

## Liga Mexicana del Pacífico.
Su efectividad de 1.79 en la Liga Mexicana del Pacífico 2000-01 fue superada por Eleazar Mora. 
La temporada de la liga de invierno 2001-2002 fue otra excelente ya que Campos tuvo marca de 5-2 con efectividad de 1.66, la mejor en la LMP y lideró con 89 Ks. 
Tuvo marca de 3-3 con efectividad de 2.25 y 76 ponches, el máximo de LMP, en 2002-2003. 
De 2001 a 2004 fue el líder de ponches de la pelota invernal, para igualar al legendario Miguel Sotelo; un par de temporadas después, finalmente consiguió superarlo y ser el único lanzador con 4 títulos de ponches.
Campos comenzó su mejor racha en la temporada de béisbol de invierno 2003-2004. Por los Venados de Mazatlán, tuvo marca de 10-2 con efectividad de 2.19 y 68 ponches para llevarse la Triple Corona de lanzadores de la LMP. Ganaron el título en 2005 lo que les dio el derecho a participar en la Serie del Caribe a la que fueron.
En 2007 jugó con Cañeros de los Mochis el cual fue intercambiado a Naranjeros de Hermosillo.
Resaltan sus 18 ponches en un juego de postemporada, la cifra más alta en la historia de la pelota invernal. 

## Juegos Panamericanos, Centroamericanos y Copa Américas
En los Juegos Panamericanos de 2003 , Campos permitió un elevado de sacrificio , anotando a Seth Smith en la entrada 14 de las semifinales cuando México perdió un partido difícil ante Estados Unidos, eliminando a México por la medalla de oro y logrando la de Bronce.
En los Juegos Centroamericanos y del Caribe de 2006 , Francisco tuvo marca de 1-1 con efectividad de 8.10 pero México aún ganó el Bronce. 
En los Juegos Panamericanos de 2007 , se quedó sin decisión en la victoria de México sobre Venezuela, luego permitió solo 2 carreras al equipo de EUA. pero recibió poco apoyo de una alineación con tres jugadores de Grandes Ligas y muchos veteranos de AAA, perdiendo 2-1. decisión. Tuvo marca de 0-1 con efectividad de 2.19 para los ganadores de la medalla de bronce.
En la Copa Américas de Béisbol 2008 , Campos tuvo marca de 1-1 con efectividad de 3.38 y tuvo la mayor cantidad de balks (2) siendo el peor de los 4 abridores de México (los otros fueron Walter Silva, Oscar Rivera y Pablo Ortega). México todavía avanzó a la Copa Mundial de Béisbol 2009 . La derrota de Campos llegó por decisión de 2-1 ante Josué Matos y Puerto Rico .

## Serie del Caribe
Lanzó seis entradas en blanco en la Serie del Caribe de 2004. En 2005 ayudó a México a ganar el título representando al equipo de los Venados de Mazatlán con marca de 2-0, 1.13 con 23 K y 3 BB en 16 IP.

## Clásico Mundial de Beisbol y Juegos Olímpicos
Fue elegido para el equipo representante de México en el Clásico Mundial de Béisbol de 2006. 
Campos tuvo marca de 1-0 con efectividad de 3.48 en el Torneo Final de Clasificación Olímpica 2008 . En 10 1 ⁄ 3 entradas, ponchó a 22 y no dio boletos a nadie. Lideró fácilmente en ponches, 6 por delante de Min-han Son y 12 por delante de cualquier otra persona. Consiguió la mayoría de sus ponches en un juego contra la selección sudafricana, conectó 18 en 8 entradas y permitió solo dos hits. México no logró avanzar a los Juegos Olímpicos de 2008.  Campos tuvo foja de 0-1 en el Clásico Mundial de Béisbol 2009 , permitiendo 8 hits y 7 carreras en 4 1 ⁄ 3 PI. 

## Récords y reconocimientos
Campos ha hecho 15 apariciones en el Juego de Estrellas a lo largo de su tiempo en la Liga Mexicana, Fue el lanzador abridor en 5 de esos juegos. 
Fue galardonado recientemente como "Jugador Regreso del Año" de la LMB en 2016. 
Líder del rubro de ponches en la campaña 2002, 2004, 2005, 2007 y 2008, en el circuito de verano y en el de invierno del 2001 al 2003 mantuvo el dominio. En la Liga Mexicana del Pacífico ocupa la décima posición, con un récord de 953 ponches. 
El 2 de julio de 2019, Campos registró su victoria número 200 en un partido contra los Algodoneros de Unión Laguna y posteriormente se retiró como jugador activo después de lograr la hazaña. 
Aparece en 3 tipos de récords en el salón de la fama del beisbol profesional mexicano: una triple corona de picheo en 2003-2004; el 8.º con .588 de ganados y perdidos en al menos 100 juegos y el 10 con 853 juegos ganados.